# Menecio (hijo de Jápeto)
En la mitología griega, Menecio o Menetio (en griego antiguo: Μενοίτῖος, Menoítios; que sugiere «fuerza arruinada») es un titán de segunda generación relacionado con la hybris. Su padre fue Jápeto, pero su madre, una de las oceánides, es denominada ora Clímene ora Asia. Siendo uno de los Japetónidas sus hermanos fueron, por tanto, Atlas, Prometeo y Epimeteo. Hesíodo primero lo denomina «muy ilustre» para narrar a continuación su porvenir en la Titanomaquia: «al violento Menecio, Zeus de amplia mirada le hundió en el Érebo, alcanzándole con el ardiente rayo, por su insolencia y desmedida audacia». No se le conoce consorte alguna ni descendencia, pero fue encerrado en el Tártaro. De este personaje nada más se sabe, y tenía un carácter tan secundario que hasta Higino lo obvia en su nómina de Japetónidas; pero el mismo autor también se desvía de la tradición común y denomina a la madre de estos como una de las nereidas.